# Чуманка
Чума́нка (рос. Чуманка) — село у складі Баєвського району Алтайського краю, Росія. Входить до складу Плотавської сільської ради.

## Населення
Населення — 224 особи (2010; 344 у 2002).
Національний склад (станом на 2002 рік):
- росіяни — 90 %